# Emin He
Emin He (chiń. upr. 额敏河; pinyin Émǐn Hé; kaz. Еміл, Jemyl; Емел, Jemel; ros. Эмель, Emiel) – rzeka w północno-zachodnich Chinach (Sinciang) i wschodnim Kazachstanie (obwód wschodniokazachstański).
Ma 230 km długości (w tym 154 na terytorium Chin), jej dorzecze zajmuje powierzchnię 20,9 tys. km², średni przepływ wynosi 11 m³/s. Powstaje z połączenia wypływających z okolic góry Kojur Shan rzek Shalayimielei He (Saryjemyl) i Halayimielei He (Karajemyl) w północnej części Sinciangu, u podnóży Tarbagataju. Początkowo płynie w kierunku południowo-zachodnim rozlewając się wieloma strugami po szerokiej zabagnionej dolinie. Po przepłynięciu przez miejscowość Emin (Dorbiljin) skręca w kierunku zachodnim, wpływając na obszary sołonczakowo-pustynne. Przy granicy z Kazachstanem płynie jednym korytem i meandruje. Uchodzi do słonego jeziora Ała-kol.